# گاروود (تگزاس)
گاروود، تگزاس(به انگلیسی: Garwood, Texas) شهری در ایالت تگزاس ، از ایالات جنوبی ایالات متحده آمریکا است.